# Nkoarisambu
Nkoarisambu ist ein Verwaltungsbezirk (Ward) des Distrikts Meru in der tansanischen Region Arusha.

## Geografie
Nkoarisambu liegt im Norden von Tansania, nordöstlich von Arusha am südlichen Abhang des Mount Meru. Im Süden reicht der Bezirk knapp an die Nationalstraße von Arusha nach Moshi heran, im Norden geht er bis zum Waldgürtel des Mount Meru in etwa 1900 Höhenmeter.
Der Bezirk hat eine Fläche von 8,4 Quadratkilometern. Bei der Volkszählung 2022 lebten hier 6892 Menschen in 1944 Haushalten.

## Gliederung
Der Bezirk besteht aus drei Gemeinden (Mtaa) mit elf Orten (Kitongoji):
| Mfulony - Mfulony - Uluu - Nkoandoua - Nkoananya | Kimundo - Kimundo - Damu - Shimbumbu - Nkoayaalo | Nkoarisambu - Nkoarisambu - Ndoombo Kati - Ndoombo Mlimani |

## Wirtschaft und Infrastruktur
- Bildung: Die Nkoarisambu Secondary School ist eine weiterführende Schule, die Knaben und Mädchen bis zur 4. Stufe ausbildet.[6]
- Gesundheit: In den Gemeinden Nkoarisambu und Kimundo befindet sich je eine staatliche Apotheke.[7][8]